# Studenten-Mannsschild
Das Studenten-Mannsschild (Androsace studiosorum) ist eine Pflanzenart aus der Gattung Mannsschild (Androsace) innerhalb der Familie der Primelgewächse (Primulaceae).

## Beschreibung

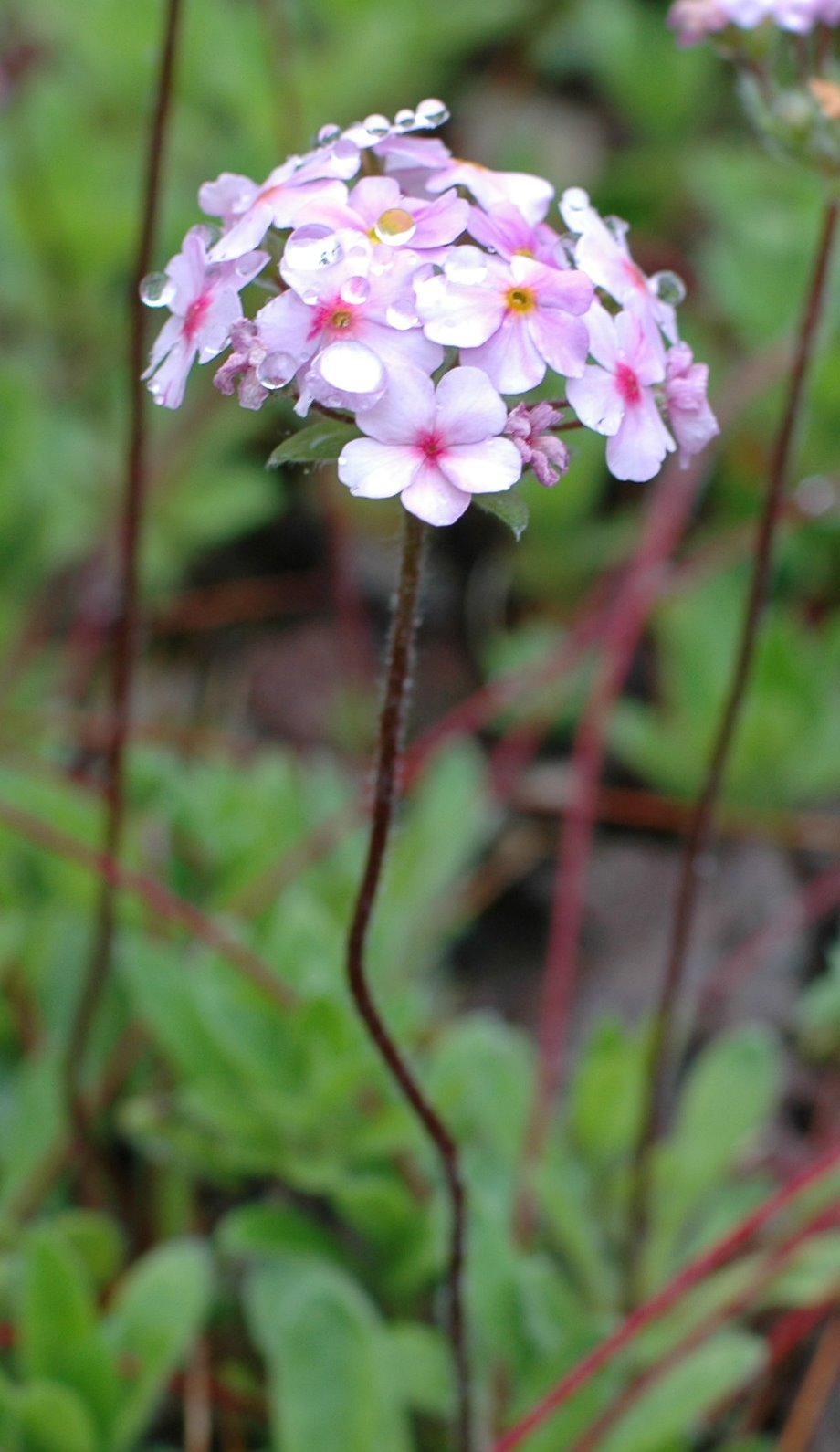
Blütenstandsschaft, Blütenstand und radiärsymmetrische Blüten

### Vegetative Merkmale
Das Studenten-Mannsschild ist eine ausdauernde krautige Pflanze, die Wuchshöhen von 4,5 bis 15 Zentimetern erreicht. Sie bildet oberirdische Ausläufer, die Längen von bis zu 16 Zentimetern bei einem Durchmesser von etwa 1,5 Millimetern erreichen.
Die Laubblätter sind in einer dichten grundständigen Rosette, die Durchmesser von 3 bis 3 Zentimetern aufweisen, angeordnet. Es gibt zwei unterschiedliche Laubblatttypen (Heterophyllie): Die äußeren und kleineren Laubblätter besitzen eine einfache Blattspreite, die bei einer Länge von 6 bis 16 Millimetern sowie einer Breite von 2,5 bis 4 Millimetern verkehrt-lanzettlich und anfangs seidig sowie später zottig behaart ist. Die inneren und größeren, fast sitzenden Laubblätter besitzen eine einfache Blattspreite, die bei einer Länge von 20 bis 68 Millimetern sowie einer Breite von 4 bis 5, selten 12 Millimetern elliptisch-lanzettlich mit sich verschmälernder Spreitenbasis und zottig behaart ist.

### Generative Merkmale
Die Blütezeit reicht von Juni bis Juli. Auf einem 4,5 bis 15 Zentimeter langen Blütenstandsschaft sind 10 bis, meist 15 bis 22 Blüten in einem doldigen Blütenstand angeordnet; er ist zottig und spärlich drüsig behaart. Die ungleichen Tragblätter sind bei einer Länge von 6 bis 13 Millimetern sowie einer Breite von 2 bis 3 Millimetern mehr oder weniger breit lanzettlich; sie sind zottig und spärlich drüsig behaart. Die 7 bis 20, selten bis zu Millimeter langen Blütenstiele sind länger als die Tragblätter.
Die zwittrige Blüte ist radiärsymmetrisch und fünfzählig mit doppelter Blütenhülle. Die fünf zottig und drüsig behaarten Kelchblätter sind bis zur Hälfte bis zwei Drittel ihrer Länge breit glockig verwachsen. Die fünf Kelchzähne sind bei einer Länge von etwa 1,5 Millimetern keilförmig mit stumpfem Ende und zottig behaart sowie bewimpert. Die Krone weist unterschiedlich Rosatöne auf. Die fünf Kronblätter sind krugförmig verwachsen. Die Krone weist einen Durchmesser von 7,5 bis 9 Millimetern auf und der Schlund ist verengt mit nur einem kaum erkennbaren Ringwulst. Die fünf ungleichen Kronlappen sind bei einer Länge von 3 bis 4 Millimetern verkehrt-eiförmig-keilförmig. Es ist nur ein Kreis mit fünf fertilen Staubblättern vorhanden. Der Fruchtknoten ist abgeflacht kugelig. Der etwa 1 Millimeter lange Griffel endet in einer fast kopfigen Narbe.
Die Kapselfrucht weist einen Durchmesser von etwa 3 Millimetern auf, ist etwas länger als der Kelch und enthält zwei bis drei Samen. Die braunen Samen sind bei einer Länge von etwa 2 Millimetern eiförmig-länglich und kantig.

## Vorkommen
Androsace studiosorum kommt in Kaschmir und Nepal vor. Sie gedeiht auf alpinen Hängen in Höhenlagen von 3000 bis 4000 Metern.

## Taxonomie
Die Erstbeschreibung von Androsace studiosorum erfolgte 1982 durch Alarich Alban Herwig Ludwig Kress in Eine Neue Androsace-Art in Phytologia, Volume 52, Issue 4, S. 255. Das Holotypusmaterial ist unter der Sammelnummer: „Jacquemont 548“ hinterlegt. Synonyme für Androsace studiosorum Kress sind Androsace sarmentosa var. primuloides Hook. f., Androsace primuloides D.Don

## Nutzung
Das Studenten-Mannsschild wird selten als bodendeckende Zierpflanze in Steingärten genutzt.